# Alé Oó - Tour
Alé-Oó è stato il primo grande tour negli stadi di Claudio Baglioni, che all’età di trent’anni diventò il primo artista italiano a realizzare una serie di concerti nei principali stadi e grandi piazze di tutta Italia.
Considerata la prima tournée nella storia della musica italiana ad essere strutturata interamente nei grandi spazi aperti, Alé-Oó ha segnato una svolta epocale nella carriera dell'artista e nel panorama musicale nazionale. La tournée fu caratterizzata da un pubblico estremamente eterogeneo, con una forte trasversalità generazionale, trasformandosi in un vero e proprio evento dell’estate 1982, in concomitanza con i Mondiali di calcio in Spagna.
In occasione del Festivalbar 1982, Baglioni ricevette un premio speciale come primo artista ad aver portato la musica italiana in una grande tournée estiva negli stadi, mentre il settimanale TV Sorrisi e Canzoni gli conferì un riconoscimento per il record di spettatori registrati durante la tournée.

## Descrizione
Nel 1982 prende il via il tour Alé-Oó, una tournée su larga scala che attraversò numerosi stadi e spazi aperti di tutta Italia. In totale vennero realizzate oltre quaranta date, rendendola una delle tournée più imponenti e rivoluzionarie della scena musicale italiana dell’epoca.
Tra gli eventi più significativi si annovera il concerto tenutosi presso l’Arsenale di Venezia: per la prima e unica volta nella storia, l'antico complesso venne aperto al pubblico per ospitare un evento musicale, segnando un momento storico tanto per la città quanto per lo spettacolo dal vivo in Italia.
Il successo della tournée fu straordinario, con una partecipazione complessiva stimata in oltre un milione di spettatori.
L’ultima tappa del tour si svolse il 24 ottobre 1982 a Piazza di Siena, a Roma, davanti a una folla eccezionale: più di 180.000 spettatori all'interno dell’area e una stima complessiva di oltre 250.000 persone, includendo anche le zone limitrofe. Questo concerto epocale divenne il cuore del primo album dal vivo di Claudio Baglioni, intitolato Alé-Oó, pubblicato nel dicembre 1982.
Il concerto a Piazza di Siena divenne leggendario. Oltre ai centinaia di migliaia di fan che si radunarono per l’evento, durante l’esibizione cominciò anche a piovigginare. Un celebre video registrato dalle telecamere RAI mostra il pubblico che, nonostante la pioggia, rimase sul posto sventolando ombrelli colorati.
Particolarmente noto fu anche il falò che si accese nella zona centrale della piazza, nato spontaneamente dall’accensione di alcuni fumogeni da parte dei fan. Claudio Baglioni portò a termine il concerto fino all’ultimo brano, mentre Villa Borghese rimase bloccata per ore a causa dell’enorme afflusso di spettatori. Molti salirono anche nella zona rialzata della villa dietro il palco, pur di assistere allo spettacolo.
Nello stesso mese il programma televisivo Mixer Music sulla RAI in prima serata dedicò due puntate speciali interamente a Claudio Baglioni. Durante le quali vennero mandati in onda spezzoni dei concerti all’Arsenale di Venezia e a Piazza di Siena a Roma.

## Tappe
| Data  | Città                  |
| ----- | ---------------------- |
| ??/06 | Pietra Ligure          |
| ??/06 | Bolzano                |
| ??/06 | Alessandria            |
| ??/07 | Agrigento              |
| ??/07 | Sarzana                |
| ??/07 | Chioggia               |
| ??/07 | Lignano                |
| ??/07 | Viareggio              |
| ??/08 | Lecce                  |
| ??/08 | Nogara                 |
| ??/08 | Pescara                |
| ??/08 | Bari                   |
| ??/08 | Ceggia                 |
| ??/08 | Taranto                |
| ??/08 | Empoli                 |
| ??/09 | Ravenna                |
| ??/09 | Sabaudia               |
| ??/09 | Marcomer               |
| ??/09 | Avezzano               |
| ??/09 | Perugia                |
| ??/09 | Napoli                 |
| ??/09 | Bologna                |
| ??/09 | Misano                 |
| ??/09 | Carpi                  |
| ??/09 | Vittorio Veneto        |
| ??/09 | Cava de' Tirreni       |
| ??/09 | Cesena                 |
| ??/10 | Tirrenia               |
| ??/10 | Foggia                 |
| ??/10 | Genova                 |
| ??/10 | Piacenza               |
| ??/10 | Palermo                |
| ??/10 | Cittadella             |
| ??/10 | Firenze                |
| ??/10 | Milano                 |
| ??/10 | Patti                  |
| ??/10 | Torino                 |
| ??/09 | Brescia                |
| 15/09 | Venezia - Arsenale     |
| ??/10 | Terni                  |
| 24/10 | Roma - piazza di Siena |

## Formazione
- Claudio Baglioni - voce, pianoforte e chitarra
- Massimo Buzzi - batteria, percussioni
- Luciano Ciccaglioni - chitarra elettrica, chitarra acustica
- Wilfred Copello - percussioni
- Massimo Guantini - sintetizzatori
- Massimo Lo Vecchio - sintetizzatori, chitarre
- Piero Montanari - basso elettrico
- Walter Savelli - pianoforte